# FBW-ČKD
FBW–ČKD (též FBW/ČKD) je označení pro model trolejbusu, který vznikl v roce 1944 zástavbou československé elektrické výzbroje od firmy ČKD do karoserie vyrobené továrnou Linie Toušek Mělník.

## Konstrukce
FBW–ČKD je dvounápravový trolejbus podvozkové konstrukce. Mechanicky se shoduje s vozem FBW-BBC. Podvozek pochází od firmy Franz Brozincević, Wetzikon (FBW), karoserie byla ale vyrobena v Čechách podnikem Linie Toušek Mělník podle švýcarské dokumentace. V pravé bočnici se nacházejí troje skládací dveře ovládané elektropneumaticky (zadní čtyřkřídlé, ostatní dvoukřídlé). Sedačky v interiéru jsou umístěny podélně. Rozdíl mezi vozy FBW–BBC a FBW–ČKD je tak pouze v odlišné elektrické výzbroji, která byla u těchto vozů taktéž české výroby.

## Provoz
| Současný stát | Město             | Článek | Typ     | Roky dodávek | Počet vozů | Evidenční čísla při dodání | Poznámky | Zdroj |
| ------------- | ----------------- | ------ | ------- | ------------ | ---------- | -------------------------- | -------- | ----- |
| Česko         | Zlín – Otrokovice | článek | FBW–ČKD | 1944         | 2 kusy     | 4, 5                       |          |       |

Poslední vůz tohoto typu byl vyřazen v roce 1965.